# Cabimas, donde todo comenzó
Cabimas, donde todo comenzó es una película venezolana del año 2012 dirigida por Jacobo Penzo. Está protagonizada por Carlos Carrero, Raúl Medina, Diego Penzo y Nathassa Jiménez. Se estrenó el 27 de enero de 2012. 

## Sinopsis
Un periodista buscará descifrar lo ocurrido en Cabimas en 1922, cuando estalló un pozo inundando durante nueve días un caserío. Las diferentes versiones de la población y el culto a un Santo lo harán entrar a un laberinto con situaciones inesperadas

## Reparto
- Carlos Carrero
- Raúl Medina
- Diego Penzo
- Nathassa Jiménez
- Robinson Mavarez
- Miguel Leal
- Patrice Mavarez
- Mayra Galavíz
- Juan Correa
- Elenco Compañía municipal de teatro y cine. RM